# Oh!!/PGF
「Oh!!」（オー）は、少年隊の20枚目のシングル。発売元はポニーキャニオン。

## 解説
1993年の「EXCUSE」以来2年ぶりのシングルでポニーキャニオン在籍時最終シングルとなった。
表題曲「Oh!!」はメンバーの東山紀之が主演したドラマ『ザ・シェフ』の挿入歌である。
「FUNKY FLUSHIN'」以来5年ぶりにオリコンTOP10に返り咲いた。また、少年隊としては最後のTOP10入り作品となった。
カップリング「PGF」と共に2020年のベスト・アルバム『少年隊 35th Anniversary BEST』に収録。

## 収録曲
1. Oh!! [3:45] 
  - 作詞：松井五郎／作曲：藤尾領／編曲：山中紀昌
  - 東山紀之主演ドラマ『ザ・シェフ』挿入歌

1. PGF [6:00] 
  - 作詞：及川眠子／作曲：井上ヨシマサ／編曲：岩崎文紀
2. Oh!! -オリジナル・カラオケ- [3:44]

## 映像作品
Oh!!
- 少年隊10th ANNIVERSARY LIVE 1995〜1996
- 1998.1.16,17 TOKYO TAKARAZUKATHEATER
- PLAYZONE'96 RHYTHM
- PLAYZONE2003 Vacation
- PLAYZONE 2005 ～20th Anniversary～ Twenty Years ･･･そしてまだ見ぬ未来へ
- PLAYZONE FINAL 1986-2008〜SHOW TIME Hit Series〜 Change

PGF
- 少年隊10th ANNIVERSARY LIVE 1995〜1996
- PLAYZONE'96 RHYTHM
- 1998.1.16,17 TOKYO TAKARAZUKATHEATER
- PLAYZONE2003 Vacation
  - 錦織がソロで披露
- PLAYZONE FINAL 1986-2008〜SHOW TIME Hit Series〜 Change